# Hôtel de Londres
Ne doit pas être confondu avec l'hôtel Britannique, dans la même ville.
L'hôtel de Londres est un hôtel situé à Fontainebleau, en France. Il est partiellement inscrit aux monuments historiques depuis 1928.

## Situation et accès
L'hôtel est situé au no 1 de la place du Général-de-Gaulle, à l'angle de la rue Royale et du prolongement de la rue Ferrare, à Fontainebleau, dans le sud du département de Seine-et-Marne. Sa façade est orientée face au château de Fontainebleau.
L'accès s'effectue depuis une porte sur la rue Royale.

## Structure

### Extérieur
Le bâtiment principal évolue sur 4 niveaux. Des ouvertures figurent sur les façades sud-est, sud-ouest et nord-ouest ; celles au deuxième et troisième niveau de la façade sud-est sont équipées de balcons. L'inscription du nom de l'hôtel figure sur sa façade avant sous forme d'enseigne et est peinte sur la façade de la rue Royale au-dessus de l'entrée. Les façades sont peintes en blanc et blanc cassé.

## Statut patrimonial et juridique
Les façades et les toitures font l'objet d'une inscription au titre des monuments historiques par arrêté du 26 novembre 1928, en tant que propriété privée.

## Représentations culturelles

### Peinture
- 1947 : La Place Solférino, Fontainebleau par Gabriel Fournier, huile sur toile (collection Famille Fournier)[2]. La façade de l'hôtel devant la place figure en arrière-plan.

### Cinéma
- 1990 : Le Squale de Claude Boissol. L'épouse y descent la rue Royale et entre à l'hôtel. Cependant, les chambres figurant dans le film ne sont pas celles de l'hôtel de Londres[3].